# دمما
دِمِما كانت قرية كبيرة مأهولة بالسكان، تقع على نهر الفرات، قرب الفلوجة، اُشتهرت بقنطرتها التي عرفت بقنطرة دمما والتي عليها خمسة أبواب واحد كبير وأربعة صغار، وتحتها نهر عيسى الذي يجري إلى بغداد فيسقيها.

## ملخصها
دمما :كسر أوله وثانيه: قرية كبيرة على الفرات قرب بغداد عند الفلوجة، وفيها قنطرة دِمِما نسبة إلى قرية دمما، وهي قنطرة مهولة ، تقع على فوهة نهر عيسى بعد خروجه من الفرات أسفل الأنبار عند الفلوجة. وعلى هذه القنطرة خمسة أبواب، واحد كبير وأربعة صغار. ومما ذكر في أمر هذه البوابات، أن أهل سارية بادوريا، تظلموا إلى الخليفة المعتضد بالله من أن العمال والمهندسين واطئوا أهل سقي الفرات على ظلمهم وكتمان ما عندهم من أمر بوابات قنطرة دمما الواقعة على صدر نهر عيسى ووافقوهم على تضييقها ليتوافر الماء عليهم، فشكّل الخليفة لجنة من بدر مولاه، ووزيره القاسم بن عبيد الله، وإبراهيم بن عبد الله عامل بادوريا، وابن حبيب الذَّراع، وذراعين آخرين، والقضاة واصحاب الدواوين والمزارعين، ودهاقين سقي الفرات، وتبين صحة ما تظلم منه أهل سارية بادوريا، فأمر الخليفة بزيادة الباب الكبير للقنطرة إلى اثنين وعشرين ذراعاً، بعد ان كان عشرون ذراعاً، مع بقاء بقية الأبواب على رسمها.